# 이인준
이인준(李仁俊, 1950년 3월 22일~)은 대한민국의 정치인이다. 제32~34대 부산 중구청장을 역임했다.

## 학력
- 동광초등학교(1962년) 졸업
- 부산중학교(1965년) 졸업
- 경남고등학교(1968년) 졸업
- 중앙대학교 경상대학 상학과(1968년 ~ 1969년) 졸업

## 경력
- 새부산예식장 대표(1986년 ~ 1988년)
- 안구은행후원회 회장(1988년)
- 낙동강보존회 이사(1989년)
- 광복로타리클럽 국제봉사위원장(1989년)
- 제1대 부산시의회 의원(1991년 7월 ~ 1995년 6월, 민주자유당)
- 제2대 부산시의회 의원(1995년 7월 ~ 1998년 3월, 무소속)
- 제2대 부산시의회 내무의원장(1995년 7월)
- 경남중고등학교총동창회 부회장
- 32~34대 부산 중구청장(3선,1998년 7월 ~ 2007년 11월, 무소속)
- 현 더불어민주당 당원 (2017년 12월 10일 입당)

## 역대 선거 결과
|  | 63.20% |

|  | 0% |

|  | 54.10% |

|  | 51.80% |

|  | 52.25% |

|  | 49.79% |